# Мышца (село)
Мышца — село в Шиловском районе Рязанской области в составе Занино-Починковского сельского поселения.

## Географическое положение
Село Мышца расположено на Окско-Донской равнине на реке Мышца в 44 км к северо-востоку от пгт Шилово. Расстояние от села до районного центра Шилово по автодороге — 68 км.
Село окружено значительными лесными массивами; к западу от него — урочища Симакинский карьер и Лосина, на севере — урочище Шипы и овраг Лашма, к востоку — овраг Ромашин Хорек. Ближайшие населенные пункты — деревни Симакино и Малые Пекселы, село Большие Пекселы.

## Население
| 1859 | 1897 | 1906 | 2010 |
| ---- | ---- | ---- | ---- |
| 649  | ↗814 | ↗981 | ↘8   |

По данным переписи населения 2010 г. в селе Мышца постоянно проживают 8 чел. (в 1992 г. — 61 чел.).

## Происхождение названия
В работе А. Мансурова «К вопросу о древнем населении Мещерского края» (1897) название селения и реки записано как Мысца. Э. М. Мурзаев в «Словаре народных и географических терминов» (1984) сообщает, что «мыш» — это бугор, возвышенность, холм.
В «Топонимическом словаре Рязанской области» (2001) отмечается, что село Мыщца получило наименование по одноименной реке, на берегах которой расположено, и в источниках XVIII—XIX вв. имело название в формах Мысца, Мышца, Мышцы. Происхождение гидронима не установлено.
Шиловский краевед А. П. Гаврилов выдвинул версию, что, возможно, название села происходит от фамилии его первого владельца князя Мышецкого — активного подвижника старообрядчества.

## История
В качестве села Мышца впервые упоминается в 1627 г. в списке с писцовых книг Касимовского уезда, где вместе с селом Ерахтуром значится в числе вотчин касимовского царевича Сеит-Бурхана (1626—1679) и описывается так: 
«Село Мышца, по обе стороны речки Мышцы, а в нем церковь Николы Чудотворец древяна, клетцки, а на церковной земле: во дворе поп Василий Клементьев, во дворе дьячек Титко Данилов, во дворе пономарь Пронко Фомин, во дворе просвирница Марьица. Да на церковной же земле бобылей, которые питаютца от церкви Божии: во дворе Куземка Тимофеев, а у него два сына Фролко да Павлик; во дворе Васка Степанов, а у него сын Игнатко; во дворе Левка Киреев, а у него два сына Федка да Лазарко; во дворе Якушко Корнильев, а у него сын Ивашко. А церковные земли в селе Мышце 8 четвертей в поле, а в дву потомуж, да церковныя-ж земли в деревне Мосеевичах в одном поле 4 четверти с осминою.
Да в селе-ж Мышцах крестьянских дворов 31 двор, бобыльских 13, пустых дворовых мест 16…а села Мышца староста Агейко Игнатьев да Васка Микитин сын Кисель да Васка Афонасьев да Васка Ерофеев да Овдокимко прозвище Пятка да Еустратка Филимонов с товарыщи сказали, что те дворовые места лежат впусте со 90 (1582) году, а крестьяне с тех мест разбрелись от хлебного недороду, а иные померли с голоду. Двор пуст Ортюшки Осипова, а староста Агейко Игнатьев да Васка Кисель сказали, что тот Ортюшко сбежал во 136 (1627) году от бедности. 
Пашни паханыя середния земли 184 чети без полуосмины, да перелогом 83 чети, да лесом поросло пашни 60 четвертей с полуосминою в поле, а в дву потомуж; лес по пашням поросляг. А сенные покосы того села писаны с селом Ерахтуром вопче».
По окладным книгам 1676 г. при церкви святителя Николая Чудотворца в селе Мышце показаны: 
«Двор попа Симеона, двор попа Ивана жь. Да прихоцких помещиковых 2 двора, да крестьянских 87 дворов, бобыльских 15 дворов… По скаске попов ис крестьянских дач сенного покосу на 20 копен. По окладу данных денег 2 рубли 33 алтына».
По переписным книгам 1683 г. в селе Мышце при Никольской церкви значатся: 
«Во дворе поп Семион Варламов, у его детей Костентинка да Першутка да Егорка да Еуфимка да Обрамка, у Костентинки детей Федосейка да Лазарка, у Першутки сын Степка; во дворе поп Иван Варламов, у него детей Емельянка да Ивашка да Ивашка-ж да Ермошка; во дворе поп Иван Федотов, у него детей Феоктистка да Гришка да Гаврилка; во дворе дьячок Трофимка Варламов, у него приимыш Сенька Наумов. 
В том же селе Мышце крестьянских 35 дворов, а людей в них 231 человек. Да в селе-ж Мышце бобыльских 13 дворов, а людей в них 59 человек. В том же селе Мышце пустых дворов беглых крестьян 71».
Вместо упоминаемой в XVII в. деревянной Никольской церкви в селе Мышцах, в 1777 г. на ее месте начато строительство новой — в прежнее храмонаименование, также деревянной и с такою же колокольнею. В 1847 г. церковь и колокольня были покрыты новым тесом, обиты наружные стены, устроен каменный фундамент и возобновлены иконостас и иконы. В 1861 г. в Мышцах была открыта церковно-приходская школа. В 1875 г. при Никольском храме устроен теплый придел в честь святого Димитрия Мироточивого.
К 1891 г., по данным И. В. Добролюбова, в приходе Никольской церкви села Мышцы, помимо самого села со 125 дворами, состояли деревни Большие Пекселы (168 дворов) и Малые Пекселы (72 двора), в коих проживало всего 1151 душа мужского и 1198 душ женского пола, в том числе грамотных — 172 человека.

## Транспорт
Основные грузо- и пассажироперевозки осуществляются автомобильным транспортом: село имеет выезд на проходящую поблизости автомобильную дорогу регионального значения Р125: «Ряжск — Касимов — Нижний Новгород». В 3,5 км к юго-востоку от села находится остановочный пункт «Шемякино» железнодорожной линии «Шилово — Касимов» Московской железной дороги.